# ATP sintază

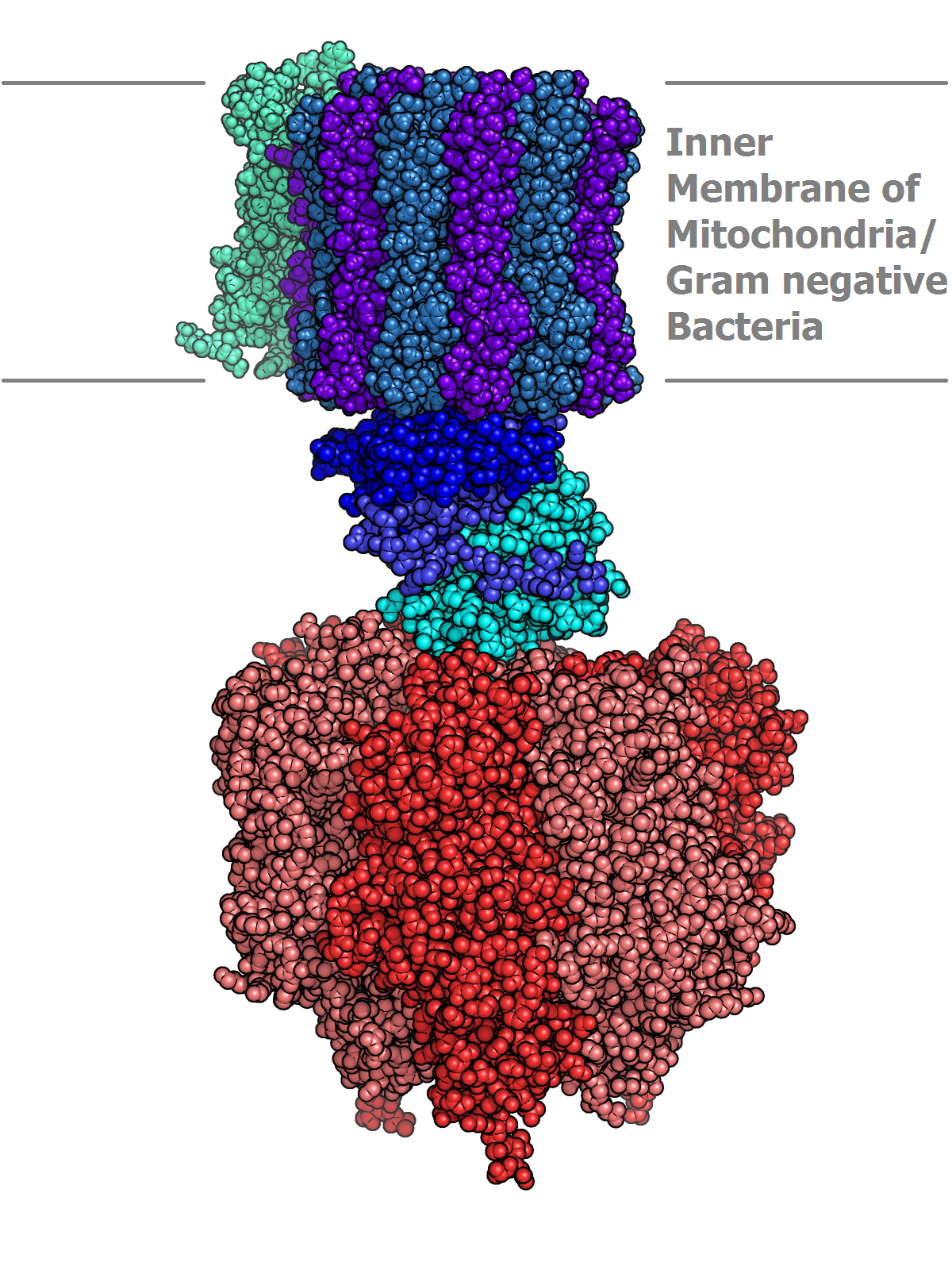
Structura ATP sintazei

ATP sintaza este o proteină care catalizează formarea moleculei de adenozin trifosfat (ATP) utilizând adenozin difosfat (ADP) și fosfat anorganic (Pi). Ca enzimă, este clasificată în clasa ligazelor, deoarece induce formarea legăturii P-O (legătură fosfodiesterică). Proteina acționează ca o mașină moleculară, iar procesul catalizat este: 
ADP + Pi + 2H+ieșiți  ATP + H2O + 2H+intrați
Sinteza ATP din ADP și Pi este nefavorabilă din punct de vedere energetic, iar în condiții normale reacția de hidroliză ar fi cea majoritară. Pentru ca formarea ATP-ului să aibă loc, ATP sintaza cuplează sinteza (ce are loc în timpul procesului de respirație celulară) cu un gradient electrochimic, care este creat ca urmare a diferenței de concentrație de protoni (H+) de o parte și de alta a membranei interne mitocondriale (la eucariote) sau membranei plasmatice (la bacterii). În timpul fotosintezei la plante, sinteza ATP utilizează un gradient de protoni care este obținut în lumenul tilacoidelor.
ATP sintaza celulelor eucariote este un tip de F-ATPază, care acționează în mod invers față de o ATPază. F-ATPazele prezintă două subunități principale, FO și F1, care prezintă un mecanism rotațional care permite sinteza ATP.